# Língua sahaptin
Sahaptin ou Shahaptin é um das duas línguas Sahaptianas, ramo das línguas Plateau Penutianas falada numa uma área do planalto noroeste ao longo do rio Columbia e seus afluentes no sul Washington, norte do Oregon e sudoeste de Idaho, nos Estados Unidos. a outra língua é a  Nez Percé ou  Niimi'ipuutímt . Muitas das tribos que cercavam a terra eram habilidosas com cavalos e negociavam entre si; algumas tribos eram conhecidas por sua criação de cavalos, o que resultou na atual Appaloosa ou no Cayuse Horse.
A palavra 'Sahaptin / Shahaptin' não é a usada pelas tribos que a falam, mas pelo nome de origem Columbia Salish,  'Sħáptənəxw / S-háptinoxw' , que significa "estrangeiro na terra". Esse é o nome Wenatchi (em Sahaptin: Winátshapam) e Kawaxchinláma (que falam Columbia Salish), tradicionalmente chamados de Nez Perces. Os primeiros exploradores brancos erroneamente aplicaram o nome a todas as várias pessoas que falam Sahaptin, bem como aos próprios Nez Perce. Sahaptin é falada por várias tribos das Reservas de Washington; Yakama, Warm Springs, Umatilla; e também falado em muitas comunidades menores, incluindo uma em Oregon, Celilo.
O programa de recursos culturais tribais Yakama vem promovendo o uso do nome tradicional da língua, Ichishkíin Sɨ́nwit (″essa língua″), em vez do termo salish Sahaptin.

## Dialetos
O Sahaptin é um grupo de dialetos mutuamente inteligíveis :
- Grupo Sahaptin Setentrional:
  - Grupo dialetal Sahaptin Noroeste: povo (Klikitat) '(nome Yakama: Xwálxwaypam ou L'ataxat), povo Cowlitz | Tainapam (Taidnapam / Táytnapam ou Alto Cowlitz, Nisqually (Meshal / Mashel ou Mical, também conhecido como Mishalpam), Yakama (Yakima) (Baixo ou Yakama propriamente dito, autônomo: Mámachatpam ), Povo Kittitas | Kittitas (Alto Yakama, autônimo: Pshwánapam ou Pshwanpawam)
  - Cluster de dialeto do Sahaptin do Nordeste: Wanapum (Wanapam) (Wánapam),povo Palus(nome Yakama: Pelúuspem) , Cobra baixo (Chamnapam, Wauyukma e Naxiyampam), tribo Walla Walla(Waluulapan)
- Grupo Sahaptin Meridional (aglomerado do Rio Columbia): Língua Umatilla (índios Rock Creek, nome Yakama: Amatalamlama; Imatalamlama), Skin-pah (tribo Sk'in ou Sawpaw, também conhecida como povo de Fall Bridge e Rock Creek ou K'milláma, uma subtribo Tenino; talvez outro nome Yakama para os Umatilla, que eram conhecidos como índios Rock Creek, povo Tenino (do Vale Tygh, dialeto do povo Tyghh (Taih, Tyigh ou Tayxɫáma) ou "Deschutes superiores", dialeto Celilo do povo Wyam (Wayámɫáma - nome Yakama: Wayámpam) ou "Deschutes inferiores" , também conhecido como "índios Celilo", dialeto Tenino do povo Dalles Tenino  ou "Tinainu (Tinaynuɫáma)"; dialeto John Day frequentemente chamado povo Dock-Spus (Tukspush ou Takspasɫáma ).

## Gramática
Há gramáticas publicadas a recent dictionary, e também um conjunto de textos.  Sahaptin has a split ergative syntax, with direct-inverse voicing and several applicative constructions.
O caso ergativo flexiona os nominais de terceira pessoa somente quando o objeto direto é a da primeira ou da segunda pessoa (os exemplos abaixo são do dialeto Umatilla):
1) i-q̓ínu-šana yáka  paanáy
3nomin.-ver-asp urso 3acus.sing
'O urso o viu'
2) i-q̓ínu-šana=aš  yáka-nɨm
3nomin.-ver-asp=1sg urso-erg
'O urso me viu'
O contraste inverso-direto pode ser obtido com exemplos como os seguintes. Inversamente, o objeto direto transitivo é um elemento central do sujeito na cláusula anterior.
Direto:
3) wínš i-q̓ínu-šana wapaanłá-an ku  i-ʔíƛ̓iyawi-ya paanáy
homem 3nomin.-ver-asp urso-acus. e :3nomin.-matar-pst 3acus.sing
'O homem viu o urso e o matou'
Inverso:
4) wínš i-q̓ínu-šana wapaanłá-an ku  pá-ʔiƛ̓iyawi-ya
homem  3nomin.-ver-asp urso-acus. e inv-matar-pst
'O homem viu o urso e o matou'
O inverso (marcado pelo prefixo verbal  pá- ) mantém seu status transitivo, e o agente da passiva nominal tem marcação acusativa.
5) ku  pá-ʔiƛ̓iyawi-ya wínš-na
e inv-matar-pst   homem-acus.
"E matou o homem" (= "e o homem foi morto por ele")
Um inverso semântico também é marcado pelo mesmo prefixo verbal  pá- 
Direto:
6) q̓ínu-šana=maš
ver-asp=1ª sing/2ª sing
'Eu vi você'
Inverso:
7) pá-q̓inu-šana=nam
inv-ver-asp =2ª sing
'você me viu'
No caso de participante do ato de fala e envolvimento de uma terceira pessoa transitiva, a marcação da direção/ sentido é feita assim::
Direto:
8) á-q̓inu-šana=aš paanáy
obv-ver-asp=1ª sing 3sing. acus
'Eu vi ele / ela'
Inverso:
9) i-q̓ínu-šana=aš  pɨ́nɨm
3nomin.-ver-asp=1sing 3ªERG
'Ele / ela me viu'

## Fonologia
As tabelas de consoantes e vogais abaixo são conforme a língua Yakima Sahaptin (Ichishkiin):

### Consoantes
|             |             | Bilabial | Alveolar | Alveolar    | Pós- alveolar | Palatal | Velar | Velar       | Uvular | Uvular | Glotal |
| plain       | lateral     | Bilabial | plana    | labializada | Pós- alveolar | Palatal | plana | Labializada |        |        | Glotal |
| ----------- | ----------- | -------- | -------- | ----------- | ------------- | ------- | ----- | ----------- | ------ | ------ | ------ |
| Plosiva     | plain       | p        | t        |             |               |         | k     | kʷ          | q      | qʷ     | ʔ      |
| Plosiva     | ejetiva     | pʼ       | tʼ       |             |               |         | kʼ    | kʷʼ         | qʼ     | qʷʼ    |        |
| Fricativa   | Fricativa   |          | s        | ɬ           | ʃ             |         | x     | xʷ          | χ      | χʷ     | h      |
| Africada    | plana       |          | ts       | tɬ          | tʃ            |         |       |             |        |        |        |
| Africada    | Ejetiva     |          | tsʼ      | tɬʼ         | tʃʼ           |         |       |             |        |        |        |
| Nasal       | Nasal       | m        | n        |             |               |         |       |             |        |        |        |
| Aproximante | Aproximante |          |          | l           |               | j       |       | w           |        |        |        |

### Vogais
|         | Anterior | Central | Posterior |
| ------- | -------- | ------- | --------- |
| Fechada | i iː     | ɨ       | u uː      |
| Aberta  |          | a aː    |           |

As vogais podem levar acentos (Ex. /á/).

## Amostra de texto
Kuatlak, Mali, im’naua kekom shir, eminik i-uamsh Roemichnik Miauar, im’naua imksa shir tlarpa aietpa, shir mesh ua eminik lsht Sesu. Saint Mali, Roemichnik Miauarnmi Pcha, tanamutemk neemiei chiluitmamiei tinmamiei, ichi ikook, aateshku namak atnata. Ikush iua neemi temna.
Português
Ave Maria: Ave Maria cheia de graça. O Senhor está contigo. Bendito és tu entre as mulheres, e abençoado é o fruto do teu ventre, Jesus. Santa Maria, Mãe de Deus. Oras por nós pecadores, agora e na hora de nossa morte. Amém..